# Soudní okres Blovice

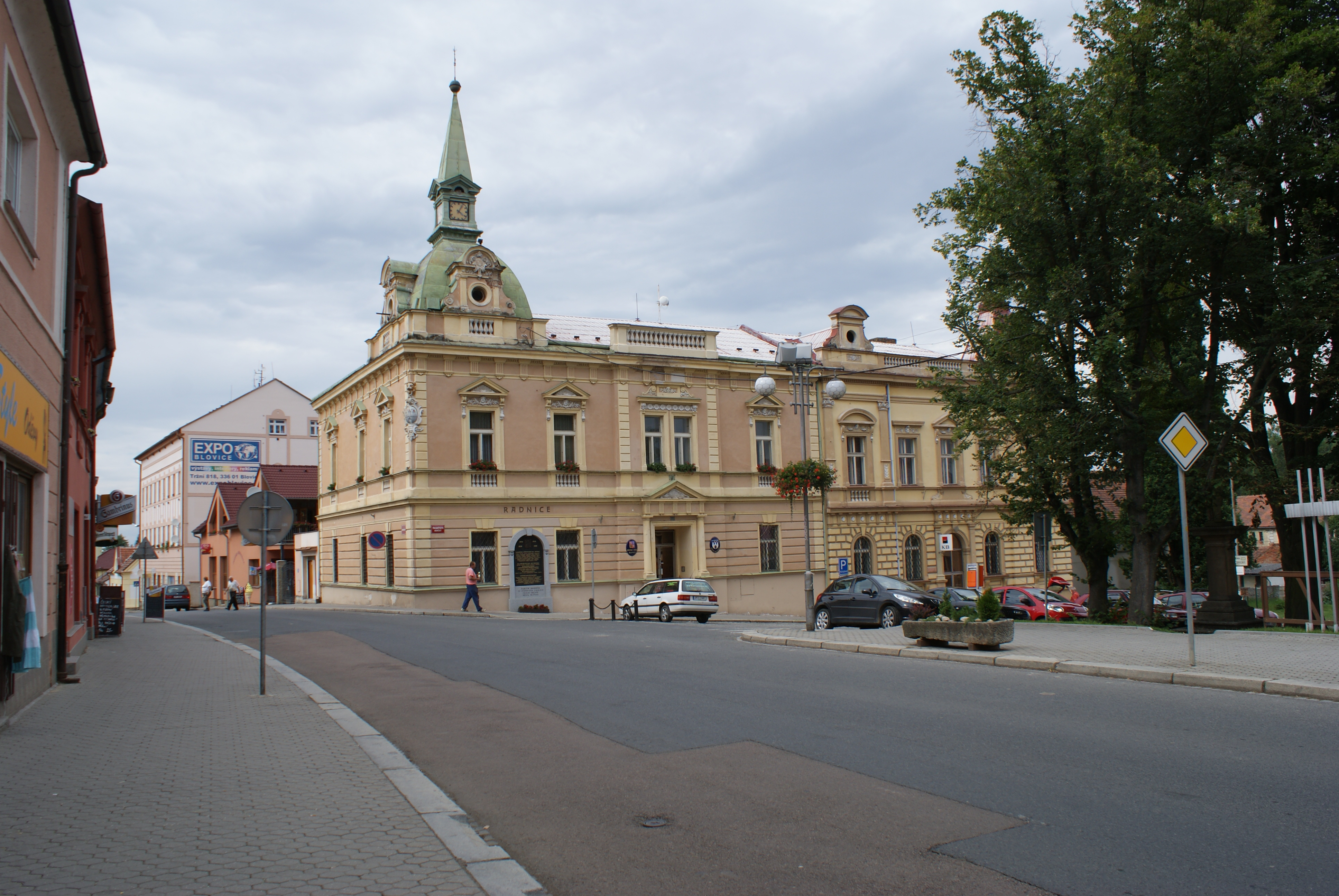
Radnice v Blovicích, budova napravo je budova bývalého okresního soudu (2010)

Soudní okres Blovice byl soudní okres na území Blovicka, který existoval v letech 1850 až 1949.

## Rakousko-Uhersko
Berní a okresní soudní úřad byl umístěn v č.p. 99 na dnešním Masarykově náměstí. V roce 1885 tvořilo soudní okres Blovice 61 obcí:
Blovice, Borovno, Bzí, Číčov, Čižice, Drahkov, Hořehledy, Hořice, Hradiště, Hradištská Lhotka, Hradišťský Újezd, Chlum, Chocenice, Chocenická Lhota, Chocenický Újezd, Chouzovy, Chválenice, Chynín, Jarov, Komorno, Kotousov, Lipnice, Losiná, Louňová, Lučiště, Milínov, Míšov, Mítov, Nebílovský Borek, Nebílovy, Nechánice, Netunice, Nezbavětice, Nezvěstice, Nové Mitrovice, Olešná, Planiny, Předenice, Přešín, Seč, Smederov, Spálené Poříčí, Střížovice, Struhaře, Šťáhlavice, Štěnovice, Štěnovický Borek, Štítov, Těnovice, Únětice, Vlčice, Vlčtejn, Vlkov, Záluží, Zdemyslice, Zhůř, Žákava, Žďár, Ždírec, Želčany a Železný Újezd.
V roce 1914 byl okresním soudcem Jan Šimandl.

## Československo
V roce 1927 obsahoval politický okres Plzeň dva soudní okresy – soudní okres Plzeň a Blovice. Pod soudní okres Blovice spadaly Blovice, Chocenice, Nezvěstice, Nové Mitrovice, Spálené Poříčí a přilehlé obce. V roce 1936 zemřel vrchní rada z.s. a dlouholetý přednosta Okresního soudu v Blovicích Josef Vondrák.

## Druhá světová válka a období po ní
V roce 1942 se dozvídáme z vyhlášky č. 206/1942 Sb. o existenci soudního okresu Blovice. Soudní okresy byly zrušeny v roce 1949.
Při reorganizaci státní správy v roce 1960 bylo území bývalého soudního okresu Blovice začleněno do obvodu působnosti Okresního soudu Plzeň-jih.